# Jonah Barrington
Jonah Barrington, MBE (* 29. April 1941 in Morwenstow, Cornwall, England) ist ein ehemaliger irischer Squashspieler.

## Karriere
Jonah Barrington wurde im englischen Cornwall geboren, spielte aber zeit seines Lebens im Einzel für Irland. Seine größten Erfolge sind seine sechs Titelgewinne bei den British Open, die zu der Zeit als inoffizielle Weltmeisterschaft angesehen wurden. Er gewann das Turnier erstmals 1967 gegen Aftab Jawaid und verteidigte den Titel 1968 gegen Abdelfattah Ahmed Aboutaleb. 1969 verpasste er den Finaleinzug, gewann aber von 1970 an bis 1973 Titel drei bis sechs. Dabei besiegte er zweimal Geoff Hunt, sowie je einmal Gogi Alauddin und erneut Aftab Jawaid. 1980 wurde er nach einem Finalsieg gegen Gawain Briars britischer Meister.
Mit der britischen Nationalmannschaft nahm er 1967 und 1969 an der Weltmeisterschaft teil. Beide Male wurde er mit der Mannschaft Vizeweltmeister.
1993 wurde er für seine Leistungen im Squashsport in die World Squash Hall of Fame aufgenommen. Sein Sohn Joey Barrington war ebenfalls Squashprofi.

## Erfolge
- Vizeweltmeister mit der Mannschaft: 1967, 1969
- Britischer Meister: 1980
- Kanadischer Meister: 1983

## Schriften
- Jonah Barrington: Squash. Von den Grundbegriffen bis zur Perfektion. Heyne, München 1977, ISBN 3-453-41236-2 (Übersetzung des Buchs Barrington on squash)
- Jonah Barrington, Angela Patmore: Murder in the Squash Court: the only way to win. Hutchinson, 1982. ISBN 0-09-147560-0